# Arnold Geulincx
Arnold Geulincx, né le 31 janvier 1624 à Anvers et mort de la peste en novembre 1669 à Leyde, âgé de 45 ans, est un philosophe néerlandais.

## Biographie
Arnold Geulincx fut étudiant en philosophie, puis en théologie, à l'ancienne université de Louvain, dont il fut licencié en arts en 1643. Il sympathisait avec le jansénisme et la Réforme et il va s'exiler. Il devint ensuite professeur de philosophie de l'université de Louvain. Il est destitué de cette chaire en 1658 et ne retrouvera une chaire de professeur de philosophie qu'en 1665 à Leyde.
Disciple de René Descartes, il a travaillé sur la philosophie cartésienne. Il est sans doute le fondateur de l'occasionnalisme qui nie l'action réciproque de l'âme et du corps. La question des rapports de l'âme et du corps n'est qu'un cas particulier du problème de causalité. Pour lui, nous ne pouvons être cause de rien, car nous ignorons le mystère de la causalité.
Sa devise était : serio et candide (sérieusement et avec candeur) .
Samuel Beckett l'a cité comme une de ses influences.